# Glen White (cantante)
Glen Edritch White (Saint Kitts e Nevis, 6 agosto 1946) è un cantante britannico di origini caraibiche.
È divenuto noto al pubblico italiano nel 1981 in quanto membro del gruppo Kano, progetto musicale di cui è stato cantante e frontman.
Tra i singoli di maggior successo dal punto di vista commerciale c'è Another Life, che nel 1983 si piazzò in testa alle classifiche tedesche e svizzere. 
Il suo singolo Can't Hold Back (Your Lovin') è stato incluso nella colonna sonora del videogioco Grand Theft Auto V. Altri singoli di successo sono Queen of Witches e It’s a War.

## Biografia
Glen White nasce a Saint Kitts e Nevis, nelle Piccole Antille, il 6 agosto 1946. All'età di 8 anni si trasferisce a Londra con la famiglia e fin da bambino dimostra una grande passione per la musica e soprattutto per il canto.
Dotato di una calda voce black e una spiccata abilità a scrivere i testi, a sedici anni forma il suo primo gruppo, gli Heart'n'Soul, con il quale muove i primi passi all'interno della scena professionale esibendosi nei club di Londra. Nel gruppo entra a far parte anche Steve Ferrone (che diventerà il batterista dei Bee Gees, Eric Clapton, Slash e Duran Duran) e insieme organizzano tournée in tutta Europa, toccando anche l'Italia.
Nel 1965 gli Heart'n'Soul si sciolgono e Glen si trasferisce per un breve periodo a Lille, in Francia, dove diventa il frontman dei Soul Fishers.
Dopo poco più di sei mesi decide di tornare in Italia a vivere. Qualche anno dopo, nel 1970, entra a far parte del cast del musical Hair insieme a Loredana Bertè, Renato Zero, Teo Teocoli e Ronnie Jones. Con il cast di Hair, Glen gira l'Italia per più di un anno e mezzo.
Verso la metà degli anni ’70 incontra il produttore britannico Lally Stott. Innamoratosi della voce di Glen, Stott lo fa cantare insieme alla sua band, i Black Jacks, nel suo primo album: Bluesy Blue.
Nel 1981 incontra i tre produttori italiani Stefano Pulga, Luciano Ninzatti e Matteo Bonsanto con i quali forma il gruppo dance Kano. Il gruppo riscuote un enorme successo sia in Italia che all’estero e White raggiunge l’apice della notorietà venendo, da lì in poi, sempre identificato come Kano. Con Kano, White produce singoli di successo internazionale come Can’t Hold Back (Your Lovin’), Another Life, Queen Of Witches, It’s a War.Durante gli anni '80 gira l'Europa in lunghe tournée, esibendosi come Kano in concerti e trasmissioni televisive. In Italia viene selezionato come testimonial per lo spot pubblicitario del Beltè e partecipa inoltre a due edizioni del Festivalbar: Festivalbar 1981 e 1984 rispettivamente con i singoli Baby Not Tonight e Queen Of Witches.
Durante gli anni '90 rimane attivo sulle scene musicali come solista, lavorando come cantante, autore, e DJ e collaborando con artisti come gli Articolo 31, Sabrina Salerno ed Edoardo Bennato.

Nel 1998 conosce il tastierista e cantante montenegrino Jeiko, grazie all’intuizione del proprietario di un locale che entrambi frequentano. Con Jeiko forma il duo Glen White & Jeiko con cui si esibisce sia in Italia che all'estero.

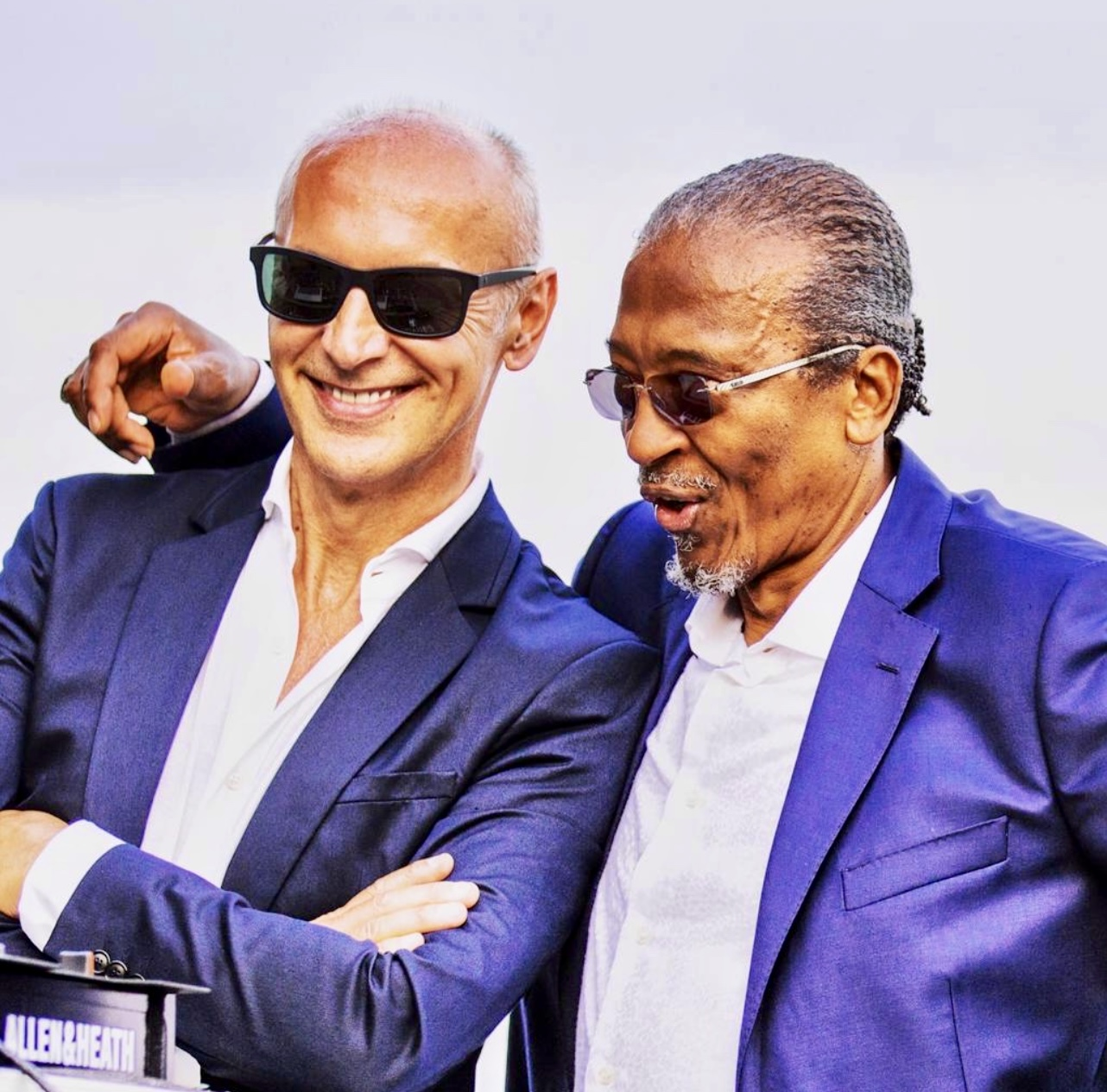
Glen White & Jeiko

 Nel 2004 incontra il DJ Outwork (Pietro Berti) con cui realizza il singolo Elektro. White, che appare con lo pseudonimo di Mr. Gee, scrive il testo e presta la voce al singolo. Il brano riscuote molto successo tanto da divenire una hit della house music anni 2000. Nel 2020 il singolo viene remixato dal DJ e produttore lituano Dynoro.
Nel 2021, dopo 35 anni, ritorna a collaborare con Stefano Pulga nel nuovo album del progetto Kano: No Cents, Go Funky, dove White canta cinque canzoni.

## Curiosità
- Il suo singolo Can't Hold Back (Your Lovin') è incluso nella colonna sonora del celebre videogioco di Rockstar Games, Grand Theft Auto 5. Può essere ascoltato su Radio Space.
- Nel 2013 è stato ospite e si è esibito, insieme a Jeiko, al matrimonio della modella e showgirl argentina Belén Rodríguez e del ballerino Stefano De Martino[18][19]
- Nel 2014, sempre con Jeiko, si è esibito al matrimonio del calciatore Mattia Destro e della showgirl Ludovica Caramis[20]
- È tifoso della A.S Roma
- Ha prestato la voce anche alla campagna pubblicitaria "Beltè"